# Weston (Texas)
Weston é uma cidade localizada no estado norte-americano do Texas, no Condado de Collin.

## Demografia
Segundo o censo norte-americano de 2000, a sua população era de 635 habitantes.
Em 2006, foi estimada uma população de 597, um decréscimo de 38 (-6.0%).

## Geografia
De acordo com o United States Census Bureau tem uma área de
12,0 km², dos quais 12,0 km² cobertos por terra e 0,0 km² cobertos por água. Weston localiza-se a aproximadamente 224 m acima do nível do mar.

## Localidades na vizinhança
O diagrama seguinte representa as localidades num raio de 16 km ao redor de Weston.